# Victor Stănculescu
Victor Atanasie Stănculescu (Tekucs, 1928. május 10. – Bukarest, 2016. június 19.) román katonatiszt és politikus, kulcsszerepe volt az 1989-es romániai forradalom győzelmében, illetve Nicolae és Elena Ceaușescu elítélésében és kivégzésében. Az első posztkommunista román kormány védelmi minisztere volt 1990 és 1991 között.